# Ilona Richter
Ilona Richter (11 de marzo de 1953) es una deportista de la RDA que compitió en remo.
Participó en dos Juegos Olímpicos de Verano en los años 1976 y 1980, obteniendo dos medallas, oro en Montreal 1976 y oro en Moscú 1980. Ganó cuatro medallas en el Campeonato Mundial de Remo entre los años 1974 y 1979, y una medalla en el Campeonato Europeo de Remo de 1973.

## Palmarés internacional
| Juegos Olímpicos   | Juegos Olímpicos         | Juegos Olímpicos | Juegos Olímpicos   |
| Año                | Lugar                    | Medalla          | Prueba             |
| ------------------ | ------------------------ | ---------------- | ------------------ |
| 1976               | Montreal (Canadá)        | Medalla de oro   | Ocho con timonel   |
| 1980               | Moscú (URSS)             | Medalla de oro   | Ocho con timonel   |
| Campeonato Mundial |                          |                  |                    |
| Año                | Lugar                    | Medalla          | Prueba             |
| 1974               | Lucerna (Suiza)          | Medalla de oro   | Ocho con timonel   |
| 1975               | Nottingham (Reino Unido) | Medalla de oro   | Ocho con timonel   |
| 1977               | Ámsterdam (Países Bajos) | Medalla de oro   | Cuatro con timonel |
| 1979               | Bled (Yugoslavia)        | Medalla de plata | Ocho con timonel   |
| Campeonato Europeo |                          |                  |                    |
| Año                | Lugar                    | Medalla          | Prueba             |
| 1973               | Moscú (URSS)             | Medalla de plata | Ocho con timonel   |